# Distrito de Kaiserslautern
El distrito de Kaiserslautern es uno de los veinticuatro distritos del estado alemán de Renania-Palatinado. Está ubicado en la zona suroeste del estado, cerca de la frontera con el estado de Sarre, con una población a finales de 2016 de 105 504 habitantes, una densidad poblacional de 160 hab/km² y una superficie de 639 km². Su capital es la ciudad de Kaiserslautern, pero que no pertenece al distrito.